# Atletismo nos Jogos Olímpicos de Verão de 2012 - 800 m masculino

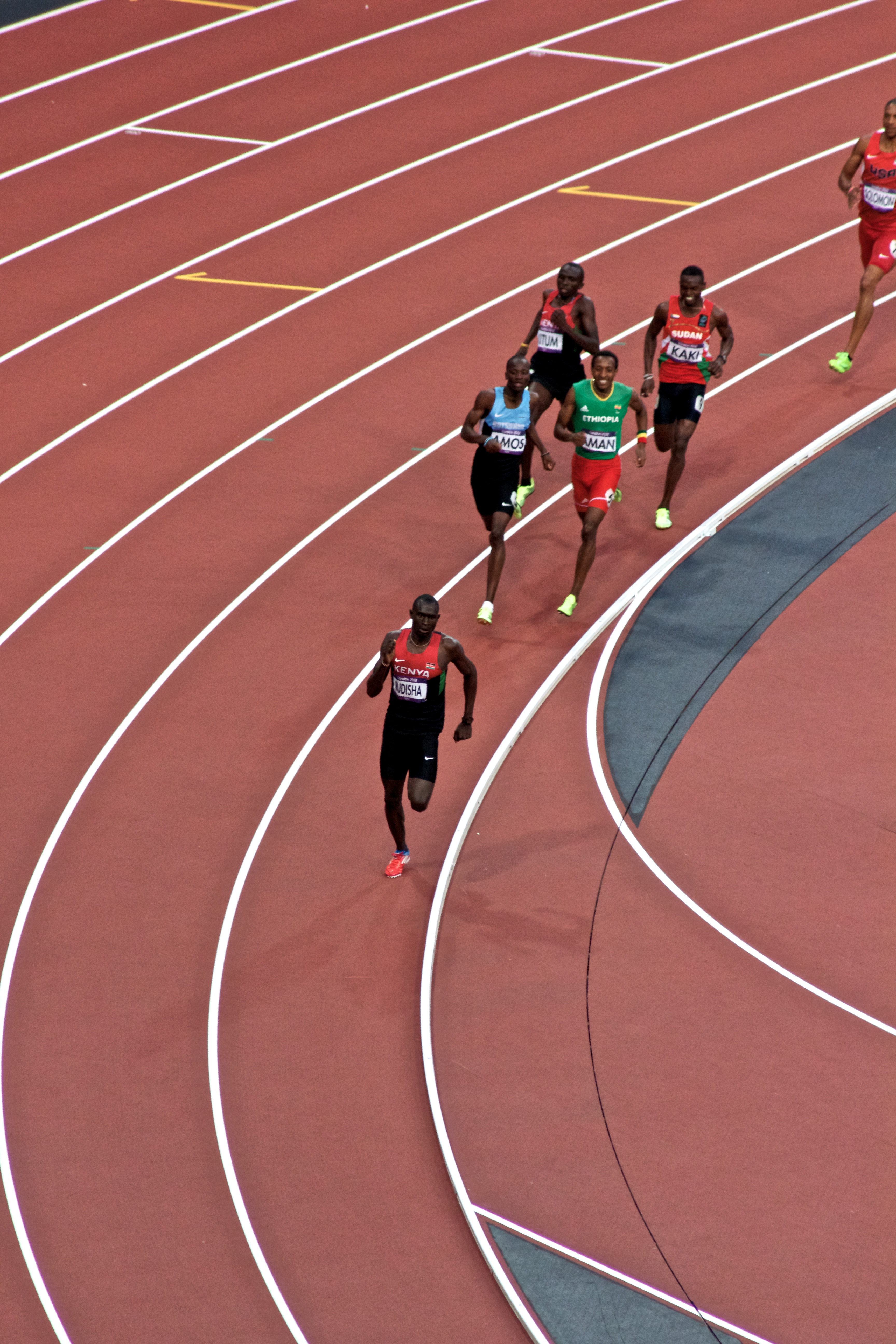
David Rudisha em rota de quebar o recorde mundial durante a final da prova

A competição dos 800 metros masculino nos Jogos Olímpicos de Verão de 2012 foi realizada no Estádio Olímpico de Londres entre os dias 6 e 9 de agosto.
O queniano David Rudisha tornou-se campeão olímpico e quebrou novamente o recorde mundial, com o tempo de 1m40s91, naquela que foi considerada a maior prova de 800 m de todos os tempos. Além do recorde mundial do queniano, todos os outros sete competidores quebraram recordes nacionais, mundiais juniores, marcas pessoais ou fizeram o melhor tempo do ano. O tempo de Andrew Osagie da Grã-Bretanha, último colocado na final (1m43s77), lhe teria dado a medalha de ouro nos Jogos de Sydney 2000, Atenas 2004 e Pequim 2008.

## Calendário
Horário local (UTC+1).
| Data        | Horário | Fase            |
| ----------- | ------- | --------------- |
| 6 de agosto | 10:50   | Primeira rodada |
| 7 de agosto | 19:55   | Semifinais      |
| 9 de agosto | 20:00   | Final           |

## Medalhistas
| Ouro   | KEN David Rudisha |
| Prata  | BOT Nijel Amos    |
| Bronze | KEN Timothy Kitum |

## Recordes
Antes desta competição, os recordes mundiais e olímpicos da prova eram os seguintes:
| Tipo | Atleta        | Tempo   | Local   | Data                 |
| ---- | ------------- | ------- | ------- | -------------------- |
|      | David Rudisha | 1:41.01 | Rieti   | 29 de agosto de 2010 |
|      | Vebjørn Rodal | 1:42.58 | Atlanta | 31 de julho de 1996  |

Os seguintes recordes mundiais e/ou olímpicos foram estabelecidos durante esta competição:
| Data        | Evento | Atleta            | Tempo   | Notas           |
| ----------- | ------ | ----------------- | ------- | --------------- |
| 9 de agosto | Final  | KEN David Rudisha | 1:40.91 | Recorde mundial |

## Primeira fase

### Bateria 1
| Pos. | Nome               | CON                | Tempo   | Notas |
| ---- | ------------------ | ------------------ | ------- | ----- |
| 1    | Nijel Amos         | BOT Botsuana       | 1:45.90 | Q     |
| 2    | Fabiano Peçanha    | BRA Brasil         | 1:46.29 | Q     |
| 3    | Luis Alberto Marco | ESP Espanha        | 1:46.86 | Q     |
| 4    | Khadevis Robinson  | USA Estados Unidos | 1:47.17 |       |
| 5    | Marcin Lewandowski | POL Polônia        | 1:47.64 |       |
| 6    | Ivan Tukhtachev    | RUS Rússia         | 1:49.77 |       |
| 7    | Derek Mandell      | GUM Guam           | 1:58.94 |       |
| —    | Mohammad Al-Azemi  | KUW Kuwait         | —       | DSQ   |

### Bateria 2
| Pos. | Nome                     | CON              | Tempo   | Notas                |
| ---- | ------------------------ | ---------------- | ------- | -------------------- |
| 1    | David Rudisha            | KEN Quênia       | 1:45.90 | Q                    |
| 2    | Musaeb Abdulrahman Balla | QAT Catar        | 1:46.37 | Q                    |
| 3    | Andrew Osagie            | GBR Grã-Bretanha | 1:46.42 | Q                    |
| 4    | Wesley Vázquez           | PUR Porto Rico   | 1:46.45 |                      |
| 5    | Jeffrey Riseley          | AUS Austrália    | 1:46.99 |                      |
| 6    | Ismail Ahmed Ismail      | SUD Sudão        | 1:48.79 |                      |
| 7    | Samorn Kieng             | CAM Camboja      | 1:55.26 | Recorde da temporada |
| —    | Anis Ananenka            | BLR Bielorrússia | 1:49.61 | DSQ                  |

### Bateria 3
| Pos. | Nome                 | CON                | Tempo   | Notas                |
| ---- | -------------------- | ------------------ | ------- | -------------------- |
| 1    | Abubaker Kaki Khamis | SUD Sudão          | 1:45.51 | Q                    |
| 2    | Timothy Kitum        | KEN Quênia         | 1:45.72 | Q                    |
| 3    | Abdulaziz Mohammed   | KSA Arábia Saudita | 1:46.09 | Q                    |
| 4    | Andy González        | CUB Cuba           | 1:46.24 | q                    |
| 5    | Gareth Warburton     | GBR Grã-Bretanha   | 1:46.97 |                      |
| 6    | Tamás Kazi           | HUN Hungria        | 1:47.10 | Recorde da temporada |
| 7    | Sören Ludolph        | GER Alemanha       | 1:48.57 |                      |
| 8    | Arnold Sorina        | VAN Vanuatu        | 1:54.29 |                      |

### Bateria 4
| Pos. | Nome                  | CON                | Tempo   | Notas |
| ---- | --------------------- | ------------------ | ------- | ----- |
| 1    | Nick Symmonds         | USA Estados Unidos | 1:45.91 | Q     |
| 2    | Geoffrey Harris       | CAN Canadá         | 1:45.97 | Q     |
| 3    | Adam Kszczot          | POL Polônia        | 1:45.99 | Q     |
| 4    | Pierre-Ambroise Bosse | FRA França         | 1:46.03 | q     |
| 5    | Yuri Borzakovsky      | RUS Rússia         | 1:46.29 | q     |
| 6    | Andreas Bube          | DEN Dinamarca      | 1:46.40 |       |
| 7    | Manuel Antonio        | ANG Angola         | 1:52.54 |       |
| —    | Brice Etes            | MON Mônaco         | —       | DSQ   |

### Bateria 5
| Pos. | Nome              | CON              | Tempo   | Notas |
| ---- | ----------------- | ---------------- | ------- | ----- |
| 1    | Hamada Mohamed    | EGY Egito        | 1:48.05 | Q     |
| 2    | Sajad Moradi      | IRI Irã          | 1:48.23 | Q     |
| 3    | Kevin López       | ESP Espanha      | 1:48.27 | Q     |
| 4    | Masato Yokota     | JPN Japão        | 1:48.48 |       |
| 5    | Michael Rimmer    | GBR Grã-Bretanha | 1:49.05 |       |
| 6    | Moussa Camara     | MLI Mali         | 1:51.36 |       |
| 7    | Edgar Cortez      | NCA Nicarágua    | 1:58.99 |       |
| —    | Taoufik Makhloufi | ALG Argélia      | —       | DNF   |

### Bateria 6
| Pos. | Nome                 | CON             | Tempo   | Notas |
| ---- | -------------------- | --------------- | ------- | ----- |
| 1    | Mohammed Aman        | ETH Etiópia     | 1:47.34 | Q     |
| 2    | Anthony Chemut       | KEN Quênia      | 1:47.42 | Q     |
| 3    | Antonio Manuel Reina | ESP Espanha     | 1:47.44 | Q     |
| 4    | Rafith Rodríguez     | COL Colômbia    | 1:47.70 |       |
| 5    | Adnan Taess Akkar    | IRQ Iraque      | 1:47.83 |       |
| 6    | Amine El Manaoui     | MAR Marrocos    | 1:48.48 |       |
| 7    | Prince Mumba         | ZAM Zâmbia      | 1:49.07 |       |
| 8    | Erzhan Askarov       | KGZ Quirguistão | 1:59.56 |       |

### Bateria 7
| Pos. | Nome              | CON                  | Tempo   | Notas |
| ---- | ----------------- | -------------------- | ------- | ----- |
| 1    | Duane Solomon     | USA Estados Unidos   | 1:46.05 | Q     |
| 2    | Robert Lathouwers | NED Países Baixos    | 1:46.06 | Q     |
| 3    | André Olivier     | RSA África do Sul    | 1:46.42 | Q     |
| 4    | Jakub Holuša      | CZE República Checa  | 1:46.87 |       |
| 5    | Julius Mutekanga  | UGA Uganda           | 1:48.41 |       |
| 6    | Moise Joseph      | HAI Haiti            | 1:48.46 |       |
| 7    | Benjamín Enzema   | GEQ Guiné Equatorial | 1:57.47 |       |
| —    | Kléberson Davide  | BRA Brasil           | —       | DNS   |

## Semifinais

### Bateria 1
| Pos. | Nome                 | CON               | Tempo   | Notas |
| ---- | -------------------- | ----------------- | ------- | ----- |
| 1    | Abubaker Kaki Khamis | SUD Sudão         | 1:44.51 | Q     |
| 2    | Nijel Amos           | BOT Botsuana      | 1:44.54 | Q     |
| 3    | Adam Kszczot         | POL Polônia       | 1:45.34 |       |
| 4    | Anthony Chemut       | KEN Quênia        | 1:45.63 |       |
| 5    | Robert Lathouwers    | NED Países Baixos | 1:45.85 |       |
| 6    | Luis Alberto Marco   | ESP Espanha       | 1:46.19 |       |
| 7    | Fabiano Peçanha      | BRA Brasil        | 1:46.29 |       |
| —    | Sajad Moradi         | IRI Irã           | —       | DSQ   |

### Bateria 2
| Pos. | Nome                     | CON                | Tempo   | Notas                |
| ---- | ------------------------ | ------------------ | ------- | -------------------- |
| 1    | David Rudisha            | KEN Quênia         | 1:44.35 | Q                    |
| 2    | Andrew Osagie            | GBR Grã-Bretanha   | 1:44.74 | Q                    |
| 3    | Nick Symmonds            | USA Estados Unidos | 1:44.87 | q                    |
| 4    | Marcin Lewandowski       | POL Polônia        | 1:45.08 |                      |
| 5    | Yuri Borzakovsky         | RUS Rússia         | 1:45.09 | Recorde da temporada |
| 6    | Kevin López              | ESP Espanha        | 1:46.66 |                      |
| 7    | Musaeb Abdulrahman Balla | QAT Catar          | 1:47.52 |                      |
| 8    | Hamada Mohamed           | EGY Egito          | 1:48.18 |                      |
| 9    | Andy González            | CUB Cuba           | 1:53.46 |                      |

### Bateria 3
| Pos. | Nome                  | CON                | Tempo   | Notas |
| ---- | --------------------- | ------------------ | ------- | ----- |
| 1    | Mohammed Aman         | ETH Etiópia        | 1:44.34 | Q     |
| 2    | Timothy Kitum         | KEN Quênia         | 1:44.63 | Q     |
| 3    | Duane Solomon         | USA Estados Unidos | 1:44.93 | q     |
| 4    | Pierre-Ambroise Bosse | FRA França         | 1:45.10 |       |
| 5    | André Olivier         | RSA África do Sul  | 1:45.44 |       |
| 6    | Antonio Manuel Reina  | ESP Espanha        | 1:45.84 |       |
| 7    | Geoffrey Harris       | CAN Canadá         | 1:46.14 |       |
| 8    | Abdulaziz Mohammed    | KSA Arábia Saudita | 1:48.98 |       |

## Final
| Pos.              | Raia | Nome                 | CON                | Tempo   | Notas                |
| ----------------- | ---- | -------------------- | ------------------ | ------- | -------------------- |
| Medalha de ouro   | 4    | David Rudisha        | KEN Quênia         | 1:40.91 | Recorde mundial      |
| Medalha de prata  | 5    | Nijel Amos           | BOT Botsuana       | 1:41.73 | Recorde nacional     |
| Medalha de bronze | 3    | Timothy Kitum        | KEN Quênia         | 1:42.53 | Recorde pessoal      |
| 4                 | 7    | Duane Solomon        | USA Estados Unidos | 1:42.82 | Recorde pessoal      |
| 5                 | 8    | Nick Symmonds        | USA Estados Unidos | 1:42.95 | Recorde pessoal      |
| 6                 | 6    | Mohammed Aman        | ETH Etiópia        | 1:43.20 | Recorde nacional     |
| 7                 | 9    | Abubaker Kaki Khamis | SUD Sudão          | 1:43.32 | Recorde da temporada |
| 8                 | 2    | Andrew Osagie        | GBR Grã-Bretanha   | 1:43.77 | Recorde pessoal      |

Legenda
| Recorde mundial      | Recorde mundial (World record)               |                       | Recorde africano                      | Recorde africano (African) |                                           | Q | Classificado por posição (Qualified) |
| Recorde olímpico     | Recorde olímpico (Olympic record)            | Recorde da América    | Recorde da América (Americas)         | q                          | Classificado por melhor tempo (Qualified) |   |                                      |
| Melhor marca do ano  | Melhor marca do ano (World leading)          | Recorde asiático      | Recorde asiático (Asian)              | DNS                        | Não largou (Did not start)                |   |                                      |
| Recorde nacional     | Recorde nacional (National record)           | Recorde europeu       | Recorde europeu (European)            | DNF                        | Não terminou (Did not finish)             |   |                                      |
| Recorde pessoal      | Recorde pessoal do atleta (Personal best)    | Recorde da Oceania    | Recorde da Oceania (Oceania)          | DSQ / DQ                   | Desclassificado (Disqualified)            |   |                                      |
| Recorde da temporada | Recorde da temporada do atleta (Season best) | Recorde sul-americano | Recorde sul-americano (South America) | NM                         | Sem marca (No mark)                       |   |                                      |